# Oksbøl Sogn
Oksbøl Sogn kan forveksles med Ål Sogn ved Varde.
Oksbøl Sogn er et sogn i Sønderborg Provsti (Haderslev Stift).
Oksbøl Sogn hørte til Als Nørre Herred i Sønderborg Amt. Oksbøl sognekommune blev ved kommunalreformen i 1970 indlemmet i Nordborg Kommune, der ved strukturreformen i 2007 indgik i Sønderborg Kommune.
I Oksbøl Sogn findes Oksbøl Kirke (Als) (Vor Frue Kirke).
I sognet findes følgende autoriserede stednavne:
- Broballe (bebyggelse, ejerlav)
- Broballe Mark (bebyggelse)
- Broballe Nedermark (bebyggelse)
- Bundsø (areal)
- Bøgebjerg (areal)
- Hardeshøj (bebyggelse)
- Knuden (areal)
- Lusig (areal, bebyggelse)
- Lyngen (bebyggelse)
- Mjels (bebyggelse, ejerlav)
- Mjels Mark (bebyggelse)
- Mjels Vig (vandareal)
- Oksbøl (bebyggelse, ejerlav)
- Steg (bebyggelse)
- Stegsvig (bebyggelse)

## Afstemningsresultat
Folkeafstemningen ved Genforeningen i 1920 gav i Oksbøl Sogn 614 stemmer for Danmark, 105 for Tyskland. Af vælgerne var 56 tilrejst fra Danmark, 47 fra Tyskland.